# Oxygaster pointoni
Oxygaster pointoni és una espècie de peix cipriniforme de la família dels ciprínids.

## Morfologia
- Els mascles poden assolir 15,5 cm de longitud total.[2][3]

## Alimentació
Menja quironòmids i petits mol·luscs.

## Hàbitat
És un peix d'aigua dolça i de clima tropical.

## Distribució geogràfica
Es troba a Àsia: conques dels rius Mekong i Chao Phraya.